# Anwoth Old Church

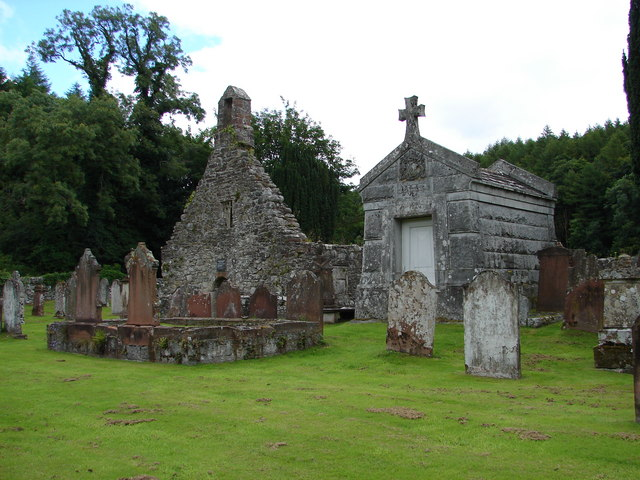
Anwoth Old Church mit dem Bell Mausoleum

Die Anwoth Old Church, auch Anwoth Old Kirk, ist eine Kirchenruine in dem schottischen Weiler Anwoth rund 1,5 km westlich von Gatehouse of Fleet in der Council Area Dumfries and Galloway. Seit 1963 ist das Bauwerk als Scheduled Monument geschützt. Der umgebende Friedhof wurde 1971 in die schottischen Denkmallisten in der höchsten Denkmalkategorie A aufgenommen.

## Beschreibung
Die früheste Erwähnung einer Kirche in Anwoth stammt aus dem 12. Jahrhundert. Das heutige Gebäude wurde jedoch erst im Jahre 1626 erbaut. Das auf einem Türsturz angegebene Baujahr 1627 wurde vermutlich erst später hinzugefügt. In diesem Jahr erhielt die Kirche mit Samuel Rutherford ihren ersten Geistlichen. Auf Grund eines Neubaus wurde das Kirchengebäude 1826 obsolet und ist heute nur noch als Ruine erhalten.
Das in Ost-West-Richtung ausgerichtete Kirchengebäude steht inmitten des umgebenden Friedhofs am Nordrand des Weilers. Das längliche Gebäude nimmt eine Fläche von 21,3 m × 5,6 m ein. Sein Bruchsteinmauerwerk ist 1,1 m mächtig. An beiden Giebelseiten führen Eingänge ins Innere. Dort findet sich ein Grab aus dem 17. Jahrhundert. Außerdem eine Kreuzplatte, die vermutlich um das Jahr 1100 geschaffen wurde.

## Friedhof
Auf dem umgebenden Friedhof sind zahlreiche ornamentierte Grabsteine im Wesentlichen aus dem 18. Jahrhundert zu finden. Hervorzuheben ist das Mausoleum für den 1685 verstorbenen Covenanter John Bell of Whiteside. Das mit seinem ägyptisch-griechischen Stil offensichtlich von den Arbeiten Walter Newalls inspirierte Monument stammt aus dem frühen 19. Jahrhundert. Sein Mauerwerk besteht aus großen Granitblöcken. Eine Bruchsteinmauer umfriedet den Friedhof.